# Ngô Khải Hoa
Ngô Khải Hoa (phồn thể: 吳啟華; giản thể: 吴启华, bính âm: Wú Qǐhuá; Tiếng Anh: Lawrence Ng) (sinh 19 tháng 5 năm 1964) là một diễn viên truyền hình nổi tiếng của Hồng Kông. Anh là nam nghệ sĩ thuộc khóa đào tạo diễn xuất thứ 12 của TVB năm 1983, nổi danh với vai bác sĩ Trình Chí Mỹ trong series phim về đề tài y tế nổi tiếng của TVB “Bàn tay nhân ái” và vai Trương Vô Kỵ trong Ỷ Thiên Đồ Long Ký (phim 2000)..

## Tiểu sử
Ngô Khải Hoa sinh ra trong gia đình khá giả có 4 anh em, anh là con thứ 2. Thuở nhỏ, bị thầy tướng số phán là xung khắc với bố, nên anh phải sống tách biệt với gia đình, chính vì điều này khiến tính cách trở nên trầm lặng và ít nói. Năm 12 tuổi, anh bị buộc chuyển đến sống cùng bà nội và cô chú ruột vì bị bố phạt. Năm 13 tuổi, anh cùng anh trai được gia đình cho sang Anh du học, tại đây anh được tiếp xúc với đời sống nghệ thuật nhờ được làm công việc nhân viên hậu trường của một đoàn kịch nghệ..

## Sự nghiệp
Ngô Khải Hoa cùng với anh trai cũng là một diễn viên quen thộc của TVB - Ngô Khải Minh gia nhập làng giải trí Hồng Kông từ những năm đầu của thập niên 80 trong một dịp tình cờ trở về Hồng Kông để nghỉ hè trước khi quay lại Anh để chuẩn bị nhập học tại Đại học kiến trúc. Anh và anh trai đã mạnh dạn đăng ký thi thử khóa đào tạo diễn viên thứ 12 của đài truyền hình hàng đầu Hồng Kông TVB. Kết quả cả hai người trúng tuyển sau khi vượt qua 3000 thí sinh để lọt vào danh sách 15 thí sinh trúng tuyển cùng với những ngôi sao nổi tiếng cùng thời như: Đào Đại Vũ, Lưu Gia Linh, Tăng Hoa Thiên, Lưu Thanh Vân, Ngô Quân Như, Long Bỉnh Cơ.
Năm 1983, anh và anh trai chính thức gia nhập TVB. Ban đầu anh khởi nghiệp với những vai diễn nhỏ mờ nhạt,không được ai biết đến. Năm 1984, anh được đạo diễn Lý Tuệ Dân vào vai nam thứ chính trong bộ phim Ma vực đào nguyên hợp tác cùng Lưu Đức Hoa.Nhờ vai diễn này Ngô Khải Hoa đã được TVB để mắt tới và trở thành Tiểu sinh của hãng, và cũng từ đó anh bị đóng khung trong những vai phản diện với các phim: Thuyết đường, Lưu manh đại hạnh, Hán sở tranh hùng…
Tuy nhiên phải đến vai diễn Vương Nhất Chính trong Bùng nổ (1996) hợp tác với Tuyên Huyên và Ôn Triệu Luân sự nghiệp của Ngô Khải Hoa mới bắt đầu tỏa sáng thực sự. Giám chế Diệp Thành Khang đã tin tưởng giao cho anh vai chính diện đầu tiên, và phim đã trở thành một trong những bộ phim cảnh sát hay nhất của TVB, mở đầu và đánh dấu một chặng đường hoạt động nghệ thuật thành công của Ngô Khải Hoa.
Năm 1998, anh tiếp tục thành công với series kinh điển về y tế "Bàn tay nhân ái" (I,II &III) quy tụ dàn diễn viên hàng đầu vào thời điểm đó như: Thái Thiếu Phân, Trần Tuệ San, Lâm Bảo Di, Tô Vĩnh Khang, Trương Gia Huy....., vai diễn bác sĩ Trình Chí Mỹ trở thành vai diễn tiêu biểu nhất trong sự nghiệp của Ngô Khải Hoa, vai diễn này cũng nằm trong top 100 vai diễn kinh điển của truyền hình Hồng Kông. Bộ phim bốn lần phá vỡ kỷ lục về tỷ suất bạn xem đài. Ngoài ra sự kết hợp ăn ý giữa anh và hoa đán TVB Thái Thiếu Phân giúp hai người trở thành một trong 10 cặp đôi vàng của TVB trong thập niên 90. Sau thành công vang dội của phần I, nhà sản xuất tiếp tục cho ra đời phần II & III cũng ăn khách không kém. Vai diễn Trình Chí Mỹ giúp anh được đề cử hai lần cho hạng mục Nam diễn viên chính xuất sắc nhất của giải thưởng TVB.
Năm 2001, anh tiếp tục thành công với vai Trương Vô Kỵ trong phiên bản Tân Ỷ Thiên Đồ Long Ký cùng với Lê Tư và Xa Thi Mạn, phim thành công vang dội tại châu Á, và giúp Ngô Khải Hoa củng cố thêm vị trí tiểu sinh hàng đầu của TVB ngày một vững chắc. Ngoài ra anh cũng thành công với các phim: Hồ sơ công lý 5, Cầu vồng trong đêm,Bí ẩn trong nhà hát, Oan gia nan giải, Hương sắc tình yêu..... Mặc dù là diễn viên nổi tiếng, nhưng Ngô Khải Hoa không may mắn khi nhiều lần được đề cử Thị đế của TVB nhưng đều bị trượt giải.

## Theo đuổi sự nghiệp kinh doanh
Đang là diễn viên nổi tiếng tại Hong Kong, nhưng Ngô Khải Hoa đã quyết định từ bỏ sự nghiệp diễn xuất để theo đuổi sự nghiệp kinh doanh, anh từng tuyên bố " Không ai có thể làm diễn viên cả đời". Vì vậy tháng 05/2007, anh đã rời khỏi TVB sau khi kết thúc hợp đồng với hãng này. Công việc kinh doanh dãy nhà hàng châu Âu của anh gần đây cũng bắt đầu hoạt động, một số khác thì đóng cửa. Ngoài ra anh còn mở các nhà hàng đồ uống và tráng miệng theo phong cách Nhật Bản vì con gái anh rất thích ăn bánh ngọt.

## Đời sống cá nhân
Ngô Khải Hoa từng có hai cuộc hôn nhân đổ vỡ.Cuộc hôn nhân đầu tiên với người vợ là con gái một đại gia tại Thái Lan vào năm 1991, đến năm 1995 thì ly hôn. Sau đó, tháng 11/2006 Ngô Khải Hoa kết hôn với người mẫu Trung Quốc tên Thạch Dương Tử, hai người cách nhau đến 21 tuổi và có với nhau một cô con gái 6 tuổi tên Ngô Hy Nhi, trước khi ly hôn vào cuối năm 2014 vì lí do cách biệt tuổi tác nên không có cùng quan điểm sống. Hai người đã ly thân bốn năm trước khi chính thức ly hôn vào năm 2014, kết thúc cuộc hôn nhân dài 7 năm, anh và vợ cũ đang tranh chấp quyền nuôi dưỡng con gái, vụ ly dị này từng hao tổn nhiều giấy mực của báo chí .

## Quay trở lại phim trường
Năm 2013, sau vài năm vắng bóng trên phim trường, Ngô Khải Hoa quay trở lại TVB với vai bác sĩ trong phim On Call 36 phần 2. Sau đó, anh tiếp tục tham gia những bộ phim bom tấn của đài như: Mclub với Lý Nhược Đồng, Lý Lệ Trân, Trần Tuệ San, Tái chiến minh thiên với Từ Tử San

## Các phim đã đóng

### Truyền hình & điện ảnh
| Năm  | Tên phim                             | Vai                                    | Ghi chú                                 |
| ---- | ------------------------------------ | -------------------------------------- | --------------------------------------- |
| 1983 | Bắc Đẩu Song hùng                    |                                        |                                         |
| 1983 | Thần điêu đại hiệp                   |                                        |                                         |
| 1984 | Ma vực thảo nguyên                   |                                        |                                         |
| 1984 | Lộc đỉnh ký                          |                                        |                                         |
| 1985 | Bích huyết kiếm                      |                                        |                                         |
| 1985 | Lục chỉ cầm ma                       | Lữ Lân                                 | Truyền hình                             |
| 1985 | Hán sở tranh hùng                    |                                        |                                         |
| 1986 | Lưu manh đại hanh                    | Chung Vỹ Thuấn                         | Truyền hình                             |
| 1987 | The Legend of the Book and the Sword |                                        |                                         |
| 1987 | Thuyết đường                         |                                        |                                         |
| 1988 | The Crazy Companies II               |                                        |                                         |
| 1991 | The Banquet                          |                                        |                                         |
| 1991 | New Dragon Gate Inn                  |                                        |                                         |
| 1991 | Sex and Zen                          |                                        | Điện ảnh                                |
| 1992 | Centre Stage                         |                                        |                                         |
| 1993 | The Underground Banker               | Lâm Quá Nhân (Phỏng theo: Lâm Quá Vân) | Điện ảnh                                |
| 1994 | Hail the Judge                       |                                        |                                         |
| 1994 | A Chinese Torture Chamber Story      |                                        |                                         |
| 1995 | Peace Hotel                          |                                        |                                         |
| 1996 | ICAC Investigators 1996              |                                        |                                         |
| 1996 | Bùng nổ                              | Vương Nhất Chính                       | Truyền hình                             |
| 1997 | Hồ sơ công lý V                      | Alex Từ Vỹ Kiệt                        | Truyền hình                             |
| 1998 | Khung trời xa lạ                     | Chris Phương Tín Triết                 | Truyền hình                             |
| 1998 | Bàn tay nhân ái                      | Paul Trình Chí Mỹ                      | Đề cử Nam diễn viên chính xuất sắc nhất |
| 1999 | Bí ẩn trong nhà hát                  | Michael Trình Hạo Nhiên                | Truyền hình                             |
| 1999 | Oan gia nan giải                     | Jason Thành Đạt Xung                   | Truyền hình                             |
| 1999 | My Heart Will Go On                  | Michael Lâm Chí Huy                    | Điện ảnh                                |
| 2000 | Ỷ Thiên Đồ Long Ký (phim 2000)       | Trương Vô Kỵ                           | Truyền hình                             |
| 2000 | Bàn tay nhân ái 2                    | Bác sĩ Paul Trình Chí Mỹ               | Đề cử Nam diễn viên chính xuất sắc nhất |
| 2000 | When a Man Loves a Woman             |                                        |                                         |
| 2001 | Every Dog Has His Date               |                                        |                                         |
| 2001 | Hương sắc tình yêu                   | Mã Hữu                                 | Truyền hình                             |
| 2002 | Đồn cảnh sát số 7                    | Vương Kiếm                             | TV series                               |
| 2002 | The Threat of Love II                |                                        |                                         |
| 2002 | The Legendary Siblings 2             |                                        |                                         |
| 2002 | Ngạo cốt hùng tâm                    |                                        |                                         |
| 2003 | Back to Square One                   |                                        |                                         |
| 2003 | Cầu vồng trong đêm                   | Lạc Thiên Sanh                         | Truyền hình                             |
| 2003 | Đồng thoại Tây Cung                  |                                        |                                         |
| 2005 | Bàn tay nhân ái 3                    | Bác sĩ Paul Trình Chí Mỹ               | Đề cử Nam diễn viên chính xuất sắc nhất |
| 2006 | Ngôi nhà mật ngọt                    | Raymond Chung Chí Lương                | TV series                               |
| 2006 | Mr. 3 Minutes                        |                                        |                                         |
| 2010 | 72 Tenants of Prosperity             |                                        |                                         |
| 2010 | Công lý và danh lợi                  | Joe Phương Trí Hạo                     | TV series                               |
| 2012 | Xuan-Yuan Sword: Scar of Sky         | Guyue the Immortal                     | TV series                               |
| 2013 | 7 Assassins                          | Revolutionary                          |                                         |
| 2013 | Sứ Mệnh 36h II                       | Lokman Lạc Văn Sanh                    |                                         |
| 2014 | Nữ Nhân Câu Lạc Bộ                   | Alan Diêu Tử Luân                      | TV series, tên khác Mclub               |
| 2014 | Tái chiến minh thiên                 | Văn Thượng Thăng                       | TV series                               |
| 2015 | The Dangerous Affair                 |                                        |                                         |
| 2015 | Keeper of Darkness                   |                                        |                                         |
| 2015 | The Prospector                       |                                        |                                         |
| 2016 | Ẩn Thế Giả Môn                       | Giang Ninh                             |                                         |
| 2016 | Định Mệnh                            | Geogre Kiều Văn Kiệt                   |                                         |
| 2017 | Hoán Đổi Thân Xác                    | Phương Lãng                            | Điện ảnh                                |